# Vajuga
Vajuga (cyr. Вајуга) – wieś w Serbii, w okręgu borskim, w gminie Kladovo. W 2011 roku liczyła 437 mieszkańców.